# サラトガ方面作戦
サラトガ方面作戦（サラトガほうめんさくせん、英: Saratoga Campaign）は、アメリカ独立戦争中の1777年に起こったハドソン川の支配権を巡る一連の戦いである。イギリス軍は戦略的に重要なハドソン川流域の軍事的支配権を得ようとした。この方面作戦の主要部隊はジョン・バーゴイン将軍指揮下の8,000名であり、カナダのケベックを出発してシャンプレーン湖まで遡り、ハドソン川を下ってサラトガにまで至った。そこでは9月と10月に頂点となるサラトガの戦い後にイギリス軍大部隊が降伏を強いられた。
バーゴイン軍の動きは、バリー・セントリージャー大佐によるモホーク川流域を抜けてオールバニに至ろうという試みに支援されるはずだったが、うまく行かなかった。セントリージャーの遠征隊はスタンウィックス砦包囲戦でインディアンの支援が無くなった後に撤退を強いられた。もう一つの支援隊をバーゴインは期待していたが、これも実現されなかった（明らかにこの年の作戦目標に関する意思伝達の失敗のため）。それはニューヨーク市のウィリアム・ハウ将軍がハドソン川を遡ってその部隊の一部を派遣するよりもフィラデルフィア占領のために軍隊を動かしたからだった。ヘンリー・クリントンが10月初めにニューヨークからバーゴイン軍支援の動きをしたが、結果に大きな影響を及ぼせなかった。
大陸軍の勝利はこの新生間もない国の士気を大きく高め、フランスをしてアメリカ支援のために戦争への参入に踏み切らせ、公然と資金、兵士、海軍の支援を始め、より広い戦域に対応できるようになった。

## イギリス軍の戦略
1776年12月、バーゴインは北アメリカのイギリス軍とドイツ軍が冬季宿営に入ったので（当時のヨーロッパの軍隊は冬季は活動しないのが常であった）、ロンドンに行って植民地担当大臣ジョージ・ジャーメインや戦争遂行に責任のある政府役人との会談を始め、1777年の軍事作戦を議論した。イギリス軍の北アメリカ駐在部隊は2つあった。1つはカナダのケベックにあって、ガイ・カールトン卿の指揮する軍隊であり、1775年に始まった大陸軍によるカナダ侵攻作戦を1776年にうまく追い返していた。もう一つは北アメリカ総指揮官ウィリアム・ハウ将軍の指揮する軍隊であり、1776年のニューヨーク方面作戦でジョージ・ワシントンの大陸軍をニューヨークから駆逐していた。

### ハウのフィラデルフィア攻撃計画
1776年11月30日、ハウは本国のジョージ・ジャーメインに1777年の作戦について大望ある計画を説明する手紙を送っている。その中でハウは次のように書いている。「ジャーメインがそこそこの増援を送ってくれるならば、様々な攻撃をしかけられる。ハドソン川を遡って10,000人の部隊でオールバニを手に入れる。そこから秋には反逆者の首都であるフィラデルフィアを落とす。」 ハウは、この手紙を書いた後にすぐ気持ちを変えた。増援部隊の到着はあったとしてもおそらく遅いだろう。大陸軍が1776年から1777年の冬に掛けて後退したので、フィラデルフィアは脆弱な標的である程度が増している。だから1777年の作戦ではオールバニに軍勢を割くよりも、まずフィラデルフィアを占領したほうが良いと考えた。ハウはこの改定案をジャーメインに送り、ジャーメインは1777年2月23日に受け取った。

### バーゴインのオールバニ攻略作戦
一方でバーゴイン将軍はロンドンにあって北アメリカのもう一人の指揮官に指名されようと努めていた。彼は1775年以降イギリスの将軍たちによって議論されてきたある計画を作り上げた。それはケベックから侵攻して大陸軍を2つに割ってしまおうという試みだった。この作戦は1776年に既にカールトンによって実行されたが、季節的に遅すぎたために大規模な侵略には至らずに停止していた。カールトンは大陸軍がケベックから撤退したときにその利点を生かして追い討ちを掛けなかったことで、ロンドンではかなり批判されており、ジャーメインの覚えがひどく悪かった。このことは、ライバルであるクリントンがサウスカロライナのチャールストンを占領し損なったことと合わせて、バーゴインが北部の方面作戦で指揮官となるチャンスであることを意味していた。

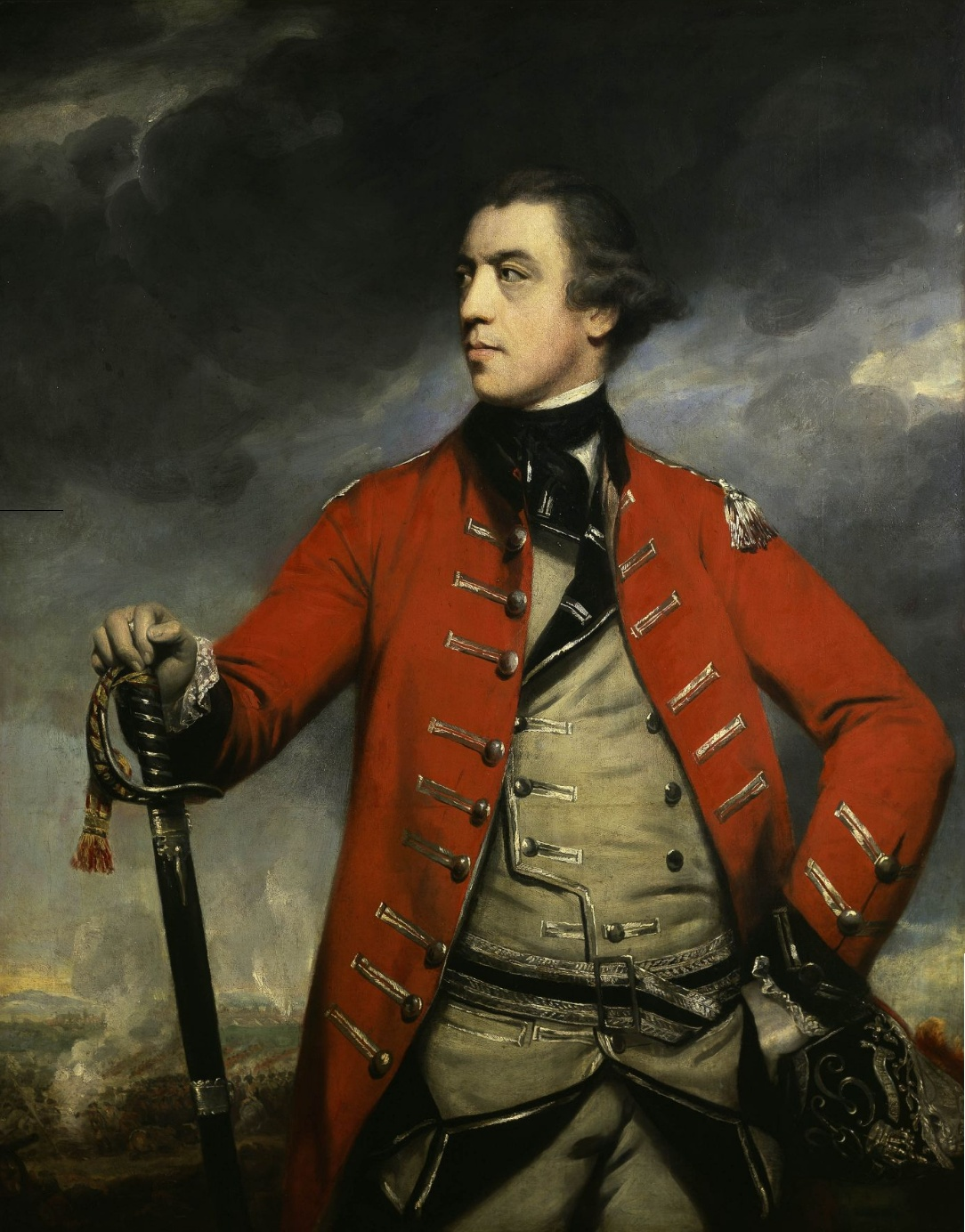
ジョン・バーゴイン将軍の肖像、ジョシュア・レノルズ画

計画書の提出を求められると、バーゴインは『カナダ側からの戦争遂行に関する考察』と題する論文で多くの戦略を説明し、1777年2月28日にジャーメイン卿に提出した。この最初の計画書は多少の修正を加え承認された。バーゴインはクリントンを出し抜いて作戦の指揮官の指名を勝ちとった。クリントンもロンドンに帰っており彼自身も指揮官の指名を得ようとしていた（勲功に報いるためクリントンはナイトの称号を得たが、あまり人間関係がうまく行っていなかったハウ将軍の副官を続けるよう命令された）。バーゴインは彼の成功を疑っていなかったので、一年以内に勝利の凱旋をするということである友人と50ギニーを賭けていた。
バーゴインのケベックからの侵攻計画は2手に分かれて行われることになった。1つは彼が約8,000名の主力部隊を率いてシャンプレーン湖沿いにオールバニに向かう。もう1つは、バリー・セントリージャーに率いられた約2,000名でモホーク川流域を下って戦略的陽動を行う。2つの部隊はオールバニで落ち合い、そこでハドソン川を上ってくるハウの軍隊と合流する。カナダからニューヨークまで、シャンプレーン湖、ジョージ湖、ハドソン川の経路を支配することは、ニューイングランドとアメリカの他の植民地を切り離すことを意味した。
バーゴインの提案の最後のポイント、すなわちハウがニューヨーク市からハドソン川を遡って来ることが、この作戦について最も論議を呼んだところとなった。ジャーメインはハウの手紙を受け取った後にバーゴインの計画を認めている。ハウはフィラデルフィア攻略に向かうので、その年遅くまで北方軍を支援できないと言っている。ジャーメインがハウの改定案を当時ロンドンに居たバーゴインに告げたかどうかは不明である。ある史料では告げたと言っているが、他の史料では、作戦がある程度進行するまでバーゴインはこの変更を知らされなかったと言っている。ハウがケベックからの侵攻を支援すると想定される程度について、ジャーメインとハウとバーゴイン3者が同じ予測を立てていたかどうかも不明である。ハウは指示に従えずバーゴイン軍を実質的に捨てたのだという者もいる。バーゴインが使命を果たせなかったので、その責をハウとクリントンに負わせようとしたのだという者もいる。確かなことはジャーメインが彼の部下の将軍たちに自由度を与えすぎたか、あるいは戦略全体を明確に定義していなかったということである。この不確かさは、1777年4月2日付けでジャーメインからハウに送られた手紙に浮き上がった。そこではジャーメインがハウのフィラデルフィアに向かう作戦を承認していたが、「カナダから進行するよう命令された軍隊と時を合わせて協働し、その軍隊をハウの指揮下に入れること」ということも強調されていた。歴史家のロバート・ケッチャムは、バーゴインがこの指示の写しを受け取っておれば、おそらく問題点に気付いていたことだろうと考えている。
バーゴインは、一部詳細は欠けていたが、今回の計画を紹介するジャーメイン卿の手紙を携えて、1777年5月6日にケベックに戻った。このことはこの戦争を通じてイギリス軍を窮地に追いやる指揮上のもう一つの問題を生み出した。事実上、中将であるバーゴインはカールトン少将より階級が上である。しかし、カールトンはケベックの総督だった。ジェーメインのバーゴインとカールトンに対する指示書はケベックにおけるカールトンの役割を具体的に制限していた。このことはカールトンにとっては逆風であり、カールトンが遠征の指揮官職を得られなかったことと組み合わされて、1777年の後の時期にその辞任に繋がり、さらにはクラウン・ポイント砦とタイコンデロガ砦を占領した後でケベック駐在軍のその守備隊への援軍を拒むことにも繋がった。

## 大陸軍の戦略
ジョージ・ワシントンの大陸軍はニュージャージーのモリスタウンに宿営しており、その上層部はイギリス軍が1777年にどのような作戦を立ててくるかうまく掴めていなかった。ワシントンや、大陸軍の北部方面郡を担当しハドソン川防衛の責任があったホレイショ・ゲイツとフィリップ・スカイラーの各将軍の心にあった基本的問題は、ニューヨークにいるハウ軍の動きだった。ケベックのイギリス軍が立てている作戦についてはほとんど分かっていなかった。しかしバーゴインはモントリオールにいる誰もが自分の作戦を知っているとこぼしていた。大陸軍の3人の将軍達はバーゴインの動きの可能性については意見の一致を見ず、大陸会議もバーゴイン軍は海上をニューヨークへ移動する可能性があるという意見に傾いていた。
この判断力の欠如の結果として、またハウ軍がニューヨーク北方に動いた場合、タイコンデロガ砦やモホーク川とハドソン川流域などの各所で供給線が孤立してしまうという事実もあって、その方面への守備隊は著しく増やさなかった。スカイラーは1777年4月に、ピーター・ガンズヴォート大佐の指揮する大型の1個連隊を派遣し、その地域のイギリス軍の動きにたいする防衛策として、モホーク川上流域にあるスタンウィックス砦を再建させようとした。ワシントンはイギリス軍の動きに合わせて北にも南にも動けるようにピークスキルで4個連隊が駐屯するようにも命令を出した。
7月にはニューヨーク戦域全体に大陸軍が配置された。約1,500名の部隊（ガンズヴォート大佐の部隊を含む）がモホーク川流域に配され、約3,000名の部隊がイズラエル・パットナム将軍の指揮でハドソン川流域の高地に置かれ、スカイラー将軍は約4,000名（地元の民兵隊やアーサー・セントクレア指揮下のタイコンデロガ砦守備隊を含む）を指揮した。

## 国際的関心

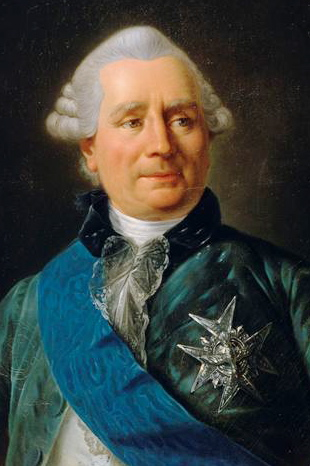
ヴェルジェンヌ伯シャルル・グラヴィエ、アントワーヌ・フランソワ・カレー画

七年戦争以降、フランスの外相達はセザール・ガブリエル・ド・ショワズールを初めとして、イギリスの北アメリカ植民地の独立がフランスには幸いし、イギリスには災いとなるという一般的な観念を追求し、さらにヌーベルフランスの一部を回復しようというフランスの試みが北アメリカ植民地の動きに不利益となると考えていた。1775年にアメリカ独立戦争が始まると、当時の外相だったヴェルジェンヌ伯シャルル・グラヴィエはフランスとさらにはスペインが革命派の動きを密かに支援する一連の提案を作成し、その海軍を増強することを含め、参戦の可能性に備えていた。ヴェルジェンヌ伯は、反乱軍がしかるべき支援が無くてもその強さと軍事的勝利を得る能力を示すまでは、表立った戦争への参入が外交的にも政治的にも可能だとは考えなかった。
フランスが戦争に参入するという目的のために、ヴェルジェンヌ伯は北アメリカやロンドンからの情報を密に摂取し、スペインが参戦するための障害を除くように動いた。ヴェルジェンヌ伯は1776年8月にルイ16世に戦争を提案することまでしたが、ハウがニューヨーク市を占領したという報せでその計画は潰れた。

## サラトガまでの過程

### バーゴインの遠征開始
バーゴイン軍の大半は1776年春にケベックに到着し、植民地内から大陸軍部隊を駆逐する動きに参加した。ケベックに集まった部隊は、イギリス正規軍に加えてドイツのフリードリヒ・アドルフ・リーデゼル男爵が指揮するヘッセン＝ハーナウ侯国（その名前からヘシアンという通称が生まれた）およびブラウンシュヴァイク公国から数個連隊が入っていた。これらの正規軍の中から、イギリス兵200名とドイツ兵300ないし400名がセントリージャーのモホーク渓谷遠征隊に宛てられ、約3,500名は植民地防衛のためにケベックに残された。その残りがバーゴインのオールバニに向けた作戦に宛てられた。正規軍はケベックで徴集される2,000名ほどの民兵で補強されると考えられた。しかし、カールトンは6月までにわずかに小さな3個中隊を立ち上げただけだった。バーゴインはおよそ1,000名のインディアンが遠征隊を支援すると期待してもいた。約500名がモントリオールとクラウンポイントの間で合流した。
バーゴイン軍はケベックを離れる前に兵站の問題でも悩まされた。明らかにバーゴインもカールトンも予測していなかったことだった。この遠征は大半が水路を行くことを想定しており、経路にある陸地を行く為に、大量の装備や物資を運ぶ荷車や馬など牽引用動物の数が少なかった。6月初めになってやっとカールトンは軍隊を動かす為に十分は荷車を発注する命令を出した。その結果、荷車は生木を使ってお粗末に作られ、逃亡の恐れが高い市民によって曳いて行かれることになった。
バーゴインとカールトンは1777年6月13日に、シャンプレーン湖の真北にあるリシュリュー川沿いのセントジョンズで集結した軍隊を観閲し、バーゴインは儀式的に指揮権を渡された。昨年に建造された5隻の帆船に加えて6隻目を造り、前年のバルカー島の戦いでベネディクト・アーノルドから3隻を奪っていた。これらは幾らか輸送の役に立つことに加え、湖上を南に軍隊を動かす大輸送船団を護衛する役割もあった。
翌日進発したバーゴインの軍勢には7,000名の正規兵と軽迫撃砲から24ポンド (11 kg) 砲までの大砲が130門以上あった。正規兵はサイモン・フレーザー准将が指揮する前衛隊と2個師団に組織された。ウィリアム・フィリップ少将のイギリス正規軍3,900名を右翼に、もう1つはリーデゼル男爵のブラウンシュヴァイク公国およびヘッセン＝ハーナウ侯国兵3,100名を左翼に置いた。正規軍は十分な装備で出発したが、そのうちの特にドイツの竜騎兵は荒地での戦闘への準備が不足していた。
セントリージャー大佐の遠征隊も6月半ばに集結した。その部隊はイギリス正規兵、ロイヤリスト、ドイツ人傭兵およびインディアン部隊からのレンジャーズの混合中隊、約750名で構成され、6月23日にモントリオールに近いラシーンを進発した。

### タイコンデロガ砦の陥落

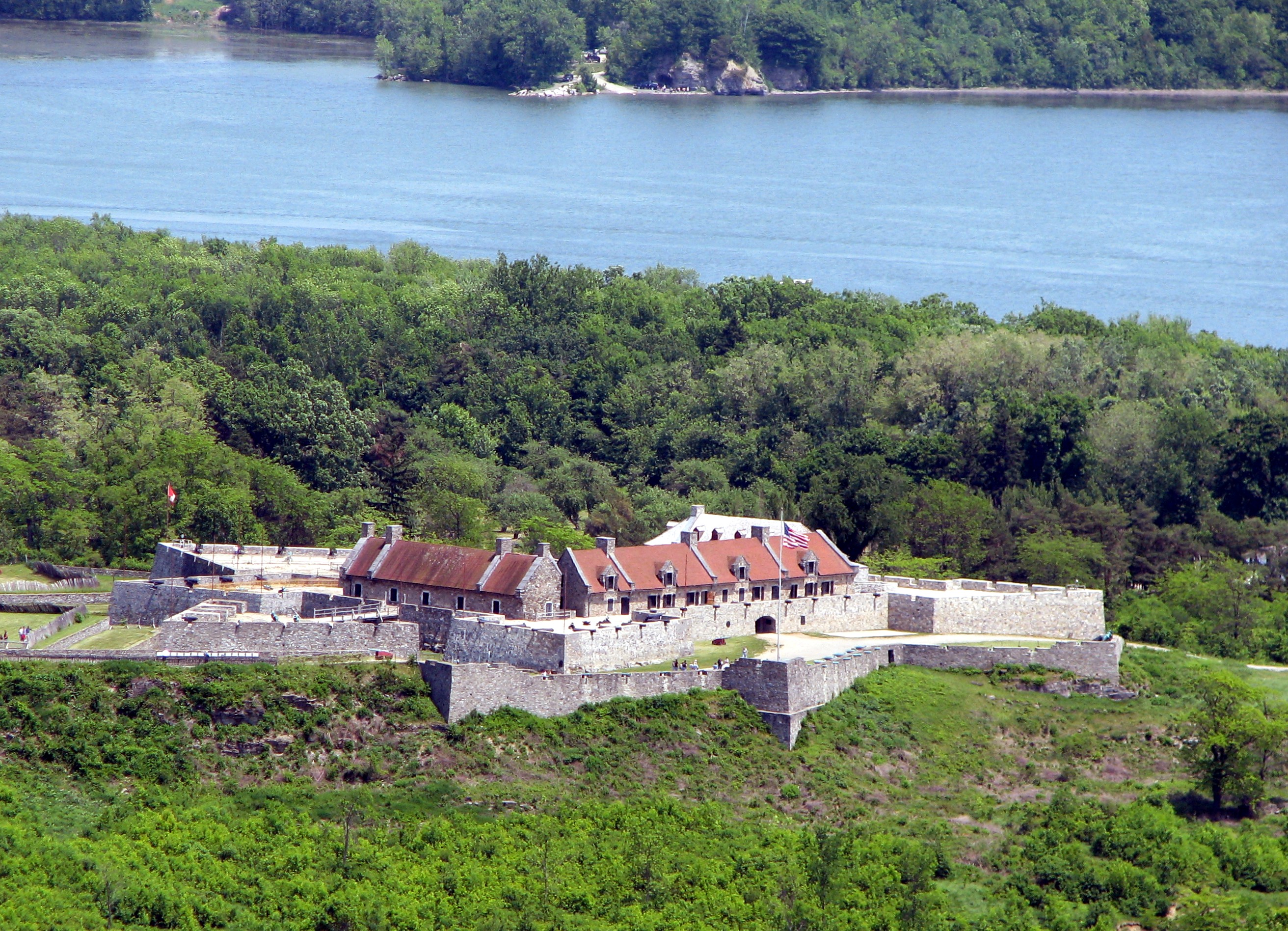
デファイアンス山からタイコンデロガ砦を見下ろす

バーゴイン軍はシャンプレーン湖を遡り、6月30日には防御されていなかったクラウンポイント砦を占領した。大陸軍がイギリス軍の動きの詳細を分からせないようにするにはインディアンの支援部隊による遮蔽行動が大きな効果があった。大陸軍の約3,000名の正規兵と民兵の守備隊でタイコンデロガ砦と周辺の指揮を任されていたアーサー・セントクレア将軍は7月1日になってもバーゴイン軍の全容が掴めていなかった。バーゴイン軍の主力はわずか4マイル (6.4 km) まで近付いていた。セントクレアはスカイラー将軍から出来るだけ長く持ち堪えてから2つの通りを使って撤退するように命令を受けていた。
7月2日にタイコンデロガの外郭防御工作物で小競り合いが始まった。7月4日までに大陸軍守備隊の大半はタイコンデロガ砦か近くのインデペンデンス砦に入った。大陸軍には分からなかったことだが、外郭防御工作物から撤退したことで、イギリス軍がシュガーローフ（現在のデファイアンス山）と当時呼ばれた丘の上に大砲を据えるための道を明けてしまった。そこからは砦を俯瞰することができた。セントクレアは7月5日にシュガーローフに据えられたイギリス軍の大砲を目撃した後、その夜陰に紛れて撤退し、バーゴイン軍は7月6日にタイコンデロガ砦とインデペンデンス山の陣地を占拠した。難攻不落と思われていた砦が抵抗も無く陥落したことで、大衆からも政治家からも大騒ぎになった。後の調査でスカイラーもセントクレアもこの撤退に落度が無かったことが明らかになったが、大陸会議は8月に大陸軍北部方面軍指揮官をスカイラーからホレイショ・ゲイツに挿げ替えることになった。

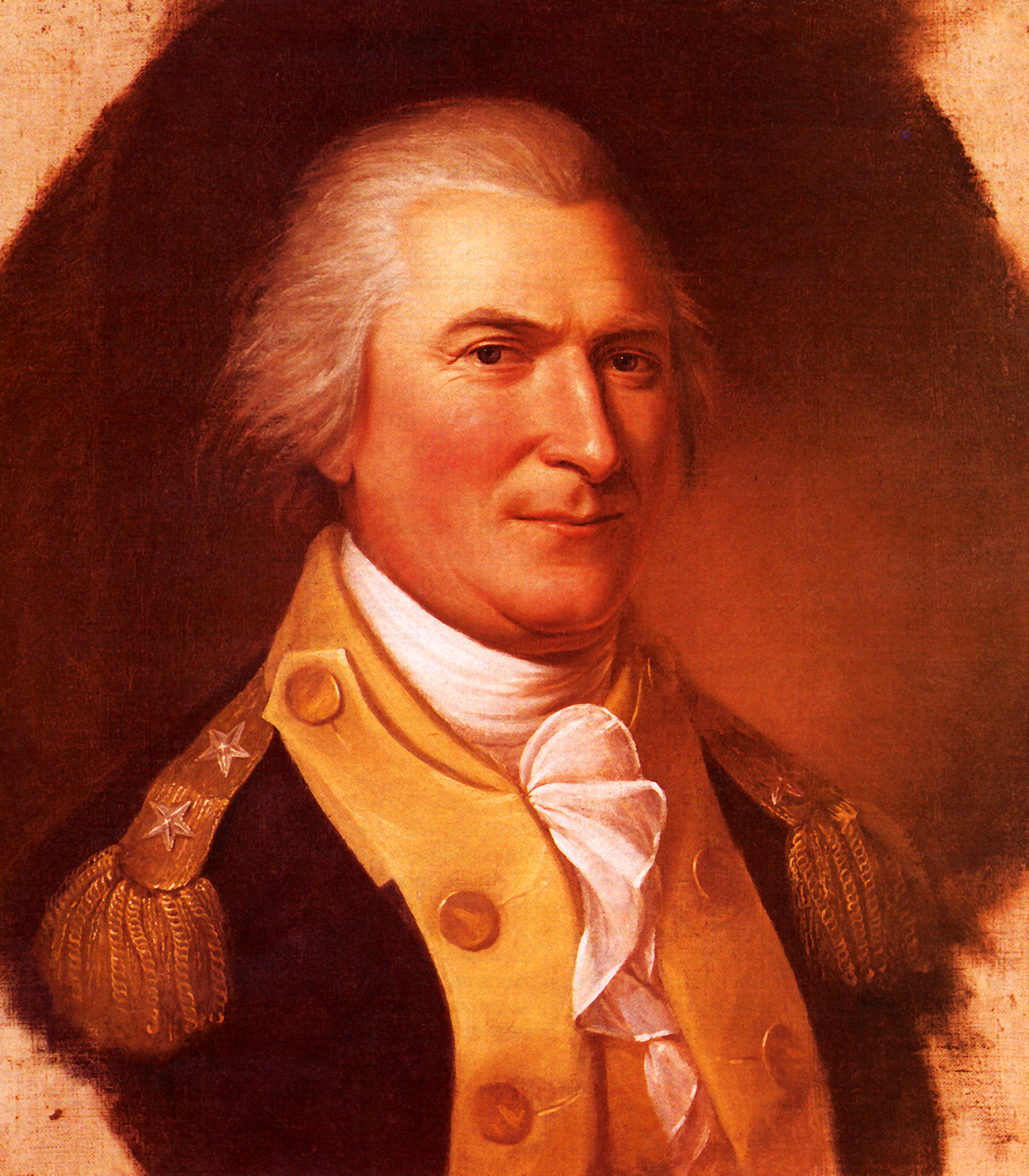
アーサー・セントクレア将軍、チャールズ・ウィルソン・ピール画

バーゴインは退却する大陸軍を追わせるために主力から部隊を派遣し、セントクレアは2つの異なる道を通って南に下った。イギリス軍は少なくとも3度は撤退する大陸軍の部隊に追いついた。フレーザー将軍とリーデゼル男爵の部隊は7月7日のハバードトンの戦いで大陸軍の決死の抵抗に直面し、同じ日には主力の前衛隊がスキーンスボロでピアース・ロングの撤退中の中隊との間に小競り合いがあった。その後7月8日のアン砦の戦いでは膠着状態になり、イギリス軍の先端中隊がほとんど壊滅させられた。これらの戦闘ではイギリス軍が蒙ったよりも約50％多く大陸軍に損失を出させたが、大陸軍は頑強な抵抗を行うことができるとイギリス軍の士官達に示す事になった。バーゴイン軍はタイコンデロガの戦闘の結果約1,500名を減らされることになった。バーゴインはクラウンポイントの火薬庫に400名を、タイコンデロガには900名を守備隊として残し、それに続く戦闘の結果約200名の損失を出した。
セントクレアの部隊の主力はニューハンプシャー勅許地（今日のバーモント州）を通って撤退した。セントクレアは地元の民兵隊の支援を要求する文書を発し、また土地の家畜や物資の多くを大陸軍が再結集することになっていたハドソン川沿いのエドワード砦に運ぶよう手配した。セントクレアは5日間の死に物狂いの行軍の後、7月12日にエドワード砦に到着した。ハバードトンで散り散りになった部隊の残りが主力に合流したが、セス・ワーナーとその連隊の残りはニューハンプシャー勅許地内マンチェスターに留まった。

### 反撃と遅延
バーゴインはスキーンスボロでロイヤリストのフィリップ・スキーンの家に入り、その間に軍隊の一部を再編成し次の作戦を検討した。イギリス軍の勝利を公表する為にその概要を手紙に認めた。この報せがヨーロッパ各国の首都に届いた時、国王ジョージ3世は満足に思い、フランスのヴェルジェンヌ伯は逆で、フランスが戦争に参入するという以前の提案は事実上潰れた。イギリスの外交官はフランスやスペインに対する圧力を増し、アメリカの船舶に対してその港を閉鎖するよう要求した。この要求が拒絶されたとき大国の間の緊張関係を著しく増すことになった。この報せは大陸会議とアメリカの大衆には厳しく受け止められ、特にセントクレアとスカイラーが賄賂を受け取っていたという中傷になった。
7月10日、バーゴインは次の一連の行動について命令を発した。軍隊の大半はスキーンスボロからエドワード砦までアン砦を経て粗い道路を進み、重い大砲はジョージ湖を船でエドワード砦まで運ぶことにした。リーデゼルの部隊は道路をキャッスルトンまで戻って、コネチカット川を目指していることを示唆する陽動行動をさせた。バーゴインは陸上をアン砦を経て動かす決断をしたが、これは守備側が容易に道を塞ぐことができると予知していたこの遠征隊の作戦に関する解説と矛盾していた。その決断は2つの要因によって動かされていたように見える。1つはジョージ湖を経て水上を進む場合に退行する動きが必要であり、撤退と認識されうると考えたこと、もう一つはバーゴインが道を建設していかねばならないことで、フィリップ・スキーンの資産の利益に繋がる事情があり、その影響力があったことだった。
スカイラーは、タイコンデロガ砦が陥落したという報せをオールバニで受け取り、直ぐに約700名の正規兵と1,400名の民兵が守備隊として駐屯するエドワード砦に馬で向かった。スカイラーはバーゴインの行程を出来る限り困難なものにしてやろうと決断し、斧を武器として使った。敵軍の進路に大きな木を切り倒して置くことが、それを取り除くよりも簡単なことであった。そうすればバーゴイン軍の歩みが遅れ、兵士を疲れさせ、兵糧を使わせることになると考えた。7月11日にバーゴインはジャーメインに宛てて、エドワード砦に向かう道沿いで大陸軍が体系的に樹木を倒し、橋を壊し、流れを堰きとめていると不平を書き送った。スカイラーは、イギリス軍が地元から食糧を調達できないように焦土作戦も採用した。バーゴイン軍の動きが止まっていても、その斥候の動きは活発であり、スカイラーの作業部隊の何人かは攻撃を受けた。
スカイラーの戦術によってバーゴインは大砲や部隊を動かすために荒野に道を作って進むしかなかった。この作業にはおよそ2週間を要した。スキーンスボロを7月24日に出発し、7月29日にエドワード砦に到着した時は、スカイラーが既に砦を放棄させスティルウォーターに退いた後だった。バーゴインがスキーンスボロを出発する前に、五大湖地方からセントルーック・ド・ラ・コルヌとシャルル・ミシェル・デ・ラングレイドの指揮で約500名のインディアン（大半はオタワ族だが、フォックス族、ミシソーガ族、チッペワ族、オジブウェ族もおり、またイロコイ族の一員もいた）が合流していた。

### セントリージャーの遠征隊
セントリージャー中佐の部隊はセントローレンス川を遡り、オンタリオ湖を横切り、無事にオスウェゴに到着した。彼の部隊は300人の正規軍と650人のカナダ人ロイヤリスト民兵であり、さらにジョン・バトラーとイロコイ族の戦闘指導者ジョセフ・ブラント、サイェンクラータおよびコーンプランターに率いられた1,000人のインディアンが加わった。7月25日にオスウェゴを離れ、スタンウィックス砦に向けてモホーク川を下り、8月2日にはその包囲戦を始めた。約800人のトライオン郡民兵と同盟インディアンが包囲を破ろうとしたが、8月6日の血腥いオリスカニーの戦いでイギリス軍とインディアンの待ち伏せに合い蹴散らされた。アメリカ軍は戦場を死守したが、その指揮者であるニコラス・ハーキマー将軍が致命傷を負ったのを始め、蒙った甚だしい損失のために撤退した。イロコイ連邦の戦士はこの戦闘で両軍に分かれて戦い、連邦内の内戦の始まりとなった。オリスカニーの戦いの間に、包囲されていたアメリカ軍がスタンウィックス砦から出撃し、近くのがら空きだったインディアン宿営地を襲撃した。オリスカニーで大きな損失を受けたことと組み合わされて、インディアンの士気には大きな打撃になった。

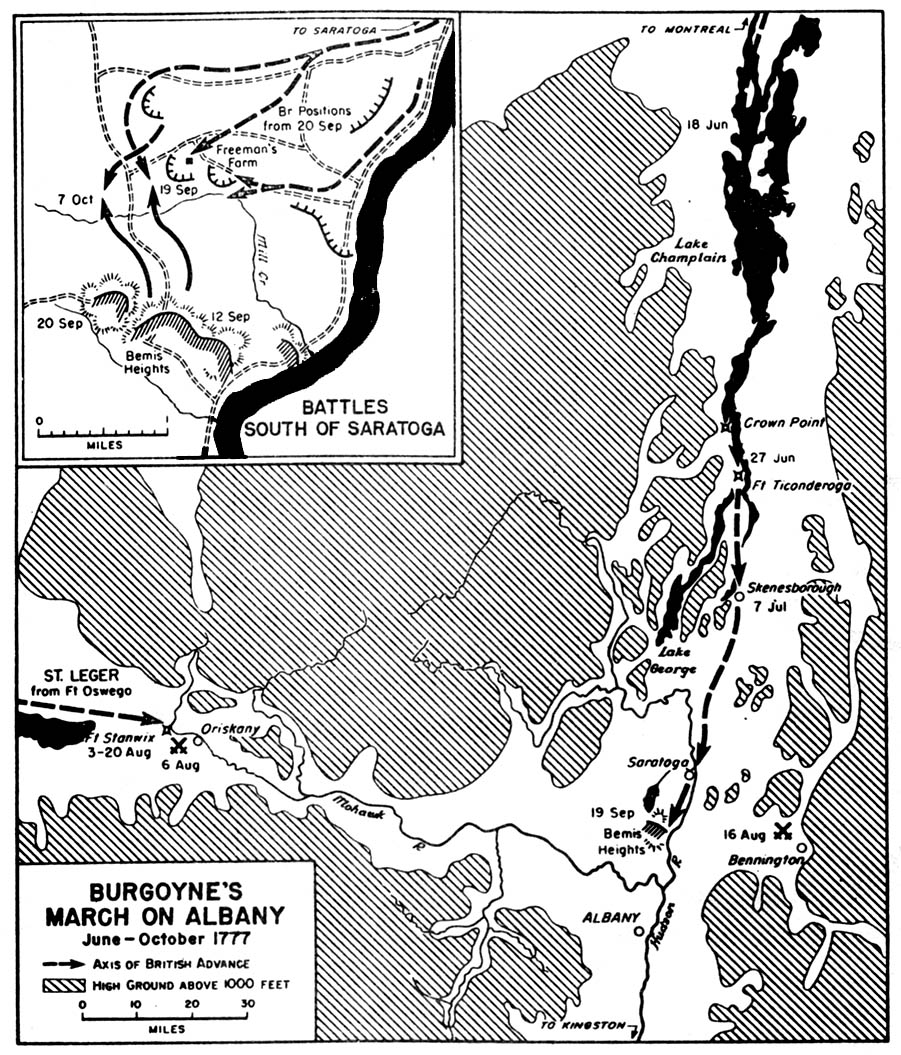
オールバニに向かうバーゴイン軍の経路、1777年6月-10月

8月10日に、ベネディクト・アーノルドがスカイラーの北部方面軍から800名を割いてスタンウィックス砦に向け、スティルウォーターを出発した。8月21日に到着したデイトン砦の近くでトライオン郡民兵を募ることができると期待していた。彼はそこでほんの100人しか民兵を募れなかったので、調略に頼ろうとした。彼はロイヤリストの捕虜を逃がしてセントリージャーにアーノルドが既に持っているよりも大軍でやってくると伝えさせた。この知らせにセントリージャー部隊からブラント以下インディアンの部隊が抜けた。インディアンは持っていた物資の大半も持ち出しており、セントリージャーはオスウェゴを通ってケベックに戻らざるを得なくなった。アーノルドは一部の部隊に近道をして彼らを追わせ、残りの部隊でサラトガの大陸軍に合流するために向かった。セントリージャーの残っていた兵士は最終的に9月27日にタイコンデロガ砦に到着した。その到着は効果的にバーゴインを支援するには遅すぎた。バーゴインの軍隊はその周りで数を増すアメリカ軍のために既に孤立していた。

### ベニントンの戦い
バーゴインのイギリス軍はタイコンデロガ砦に近付いた時のようにエドワード砦に進む時もインディアンの部隊が先導し、スカイラーが残して行った少数の分遣隊を蹴散らしていった。これら同盟インディアン達は辛抱できないようになり、近辺の開拓地の家族や集落を無差別に襲い始めた。このことは大陸軍に対する地元の支援を減らすよりも逆に増加させる方に動かした。ロイヤリストの開拓者で魅力ある若者だったジェーン・マクリアがインディアンの手に掛かって死んだことが広く宣伝され、地域の住民が大陸軍支持に回る触媒になった。バーゴインが犯人を罰しないと決めたことは、インディアンを統制下に置いておくつもりが無く、あるいはできないこととして見られた。

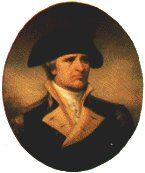
"ベニントンの英雄"ジョン・スターク将軍

バーゴインの軍隊がスキーンスボロからエドワード砦まで丁度5日間で行ったとしても、荒野の中の荒々しい道に対処することのできる荷車とそれを牽引する動物が無かったために輜重隊がおくれたので、軍隊そのものも遅れを生じた。
8月3日、ハウ将軍からの伝令が初めて大陸軍の前線を突破してエドワード砦のバーゴイン軍宿営地に着いた（イギリス軍将軍達が通信を取ろうとして何度も試みていたが、その伝令が捕獲され処刑されて達成されていなかった）。この伝令は良い報せをもたらさなかった。7月17日にハウが書いたその報せには、海上をフィラデルフィア占領に向けて出発する準備をしているので、ニューヨーク市防衛の責任者クリントン将軍が「何か起こったときに指示をする」と書かれていた.。バーゴインはこの伝言の内容をその参謀達に洩らそうとしなかった。
この頃バーゴインは兵站問題が深刻になってきたのを認識し、7月にリーデゼル男爵が提案していた行動を起こす決断をした。バーゴインがスキーンスボロに居る間にリーデゼルの部隊を暫くキャッスルトンに駐屯させており、リーデゼルはその地域には牽引用の動物や馬が豊富であり、捕まえれば軍のためになると主張していた（リーデゼルの竜騎兵隊はこのとき馬を持っておらず、その部隊に馬を与えられるという利点などがあった）。8月9日にバーゴインはフリードリヒ・バウム大佐の連隊をブラウンシュヴァイクの竜騎兵隊と共にマサチューセッツ西部やニューハンプシャー勅許地に送った。このバウムの分遣隊が戻ってくることはなかった。その補強に向かわせた部隊は8月15日のベニントンの戦いから疲れきって戻り、1,000人近い兵士と共に大変必要とする補給物資が失われた。バーゴインが気付いていなかったことは、タイコンデロガ砦からの撤退後にセントクレアが呼びかけていた民兵隊の支援が行われていたことであり、ジョン・スターク将軍はベニントンに2,000名の部隊を配置した。スターク隊はバウム隊を取り囲み、バウムを殺し、その分遣隊の大半を捕獲した。
マクリアの死とベニントンの戦いの結果は、アメリカ人にとって鬨の声として機能しただけでなく、他にも重要な効果を生んだ。バーゴインはマクリアの死について同盟インディアンとカナダ人を非難し、またインディアンがベニントンで80名を失った後でも、労いの言葉もなかった。その結果として、ラ・コルヌとインディアンの大半はイギリス軍宿営地を離れ、バーゴインの下には100名足らずの斥候インディアンが残っただけだった。バーゴイン軍は森の中でアメリカのレンジャーズに対して防御が無い状態にされた。バーゴインは後にラ・コルヌが脱走したとして非難したが、ラ・コルヌはバーゴインがインディアンを尊重することが一度も無かったと反論した。イギリスの議会ではジャーメイン卿がラ・コルヌの肩を持った。

### アメリカの運命の変化
遅延戦術がうまくいっている一方で、大陸会議は違う方向に行っていた。ホレイショ・ゲイツ将軍は、大陸会議がタイコンデロガ陥落の衝撃にうろたえているときにフィラデルフィアにいたが、ゲイツは躊躇する将軍たちに責めを追わせる以上のことをしようとしていた。大陸会議の代議員の中には既にジョージ・ワシントン将軍に我慢できなくなっているものもいた。彼等は大規模な直接対決によって占領軍を排除することを望んでいたが、ワシントンはそれによって戦争そのものに負けるかも知れないと恐れていた。戦争委員会の委員長であるジョン・アダムズはゲイツを誉めて「我々が1人の将軍を射止めるまでは1つのポストに就くこともないだろう」と言った。ニューヨークの代議員の反対にも拘わらず、8月10日に大陸会議はゲイツに北部方面軍の指揮を執らせた。さらにはペンシルベニアからマサチューセッツまでその民兵隊を招集するよう命令を出してもいた。8月19日、ゲイツはオールバニに到着し指揮に就いた。ゲイツのやり方は冷酷で傲岸であり、その最初の作戦会議からスカイラーをあからさまに排除した。スカイラーはその後直ぐにフィラデルフィアに向けて旅立ち、オールバニの地域について良くしっていたのにその情報をゲイツに与えなかった。
8月の間、さらには9月に入っても、民兵の多くの中隊がハドソン川沿いにある大陸軍の宿営地に到着した。それらはワシントンがアーノルド将軍のスタンウィックス砦解放作戦の一部としてハドソン高地より北から集めるよう命じた部隊であり、8月末に到着した。またダニエル・モーガンが自軍の中から北に派遣したそのライフル隊の中でも狙撃の名手達が到着した。大陸軍がベニントンやスタンウィックス砦で成功したという報せに、ジェーン・マクリアの死に関する怒りが組み合わされ、支援の呼びかけに集まったものであり、ゲイツの軍隊は6,000名以上の部隊に脹れ上がった。この数字にはベニントンにあるスタークの小さな軍隊は含まれていなかった。スターク隊は病気や幾つかの中隊が離脱したためにその数を減らしていた。しかしバーゴインの供給線や通信線を攻撃する任務を与えられていたベンジャミン・リンカーン将軍が起ち上げた数百の部隊も集まってきた。

## サラトガの戦い

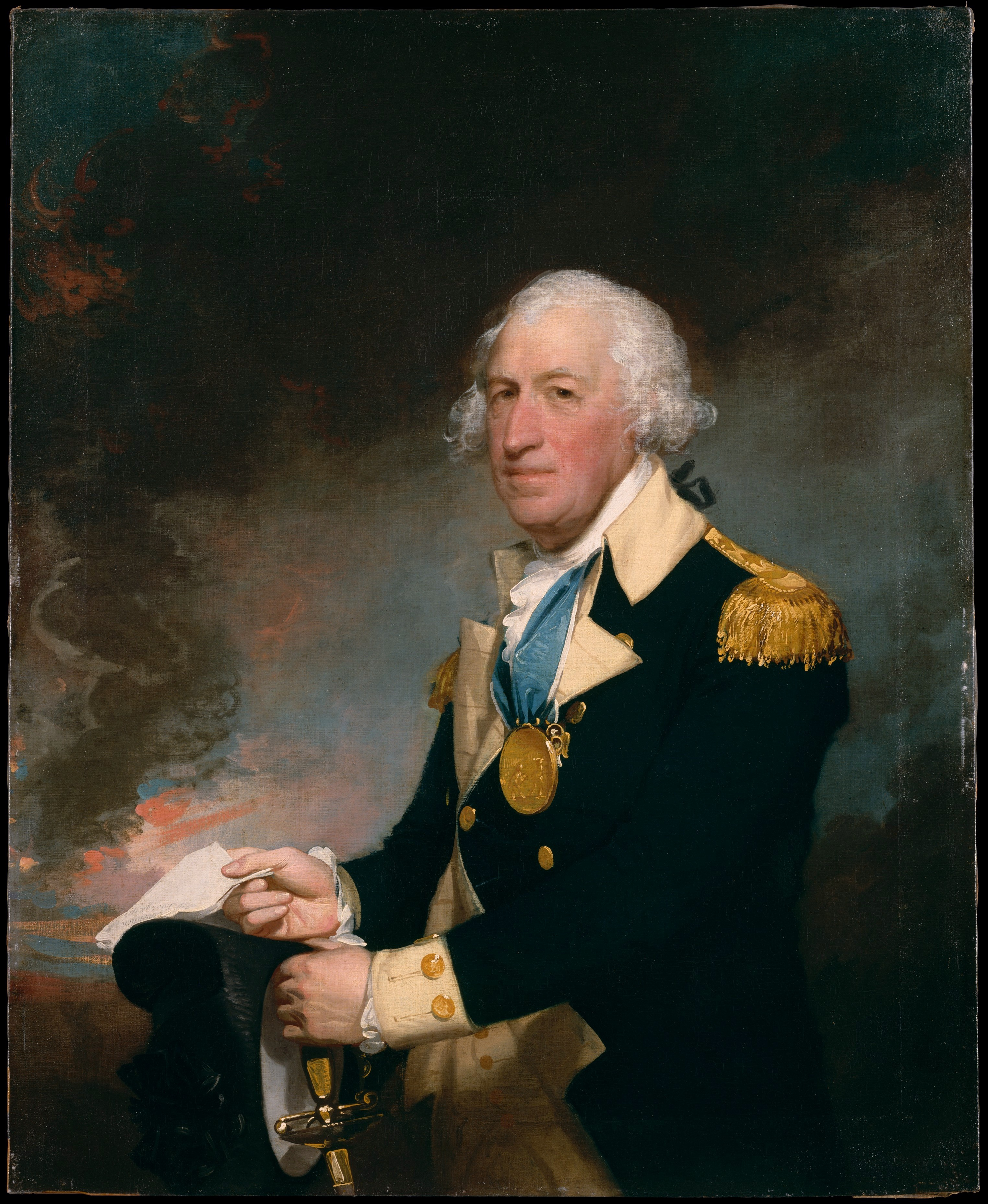
ホレイショ・ゲイツ将軍、ギルバート・スチュアート画

「サラトガの戦い」は1つの出来事として表現されることが多いが、実際には、2つの戦闘を節目とする1ヶ月間にわたる作戦行動だった。1777年9月初め、バーゴイン軍は勢力7,000名を少し上回るものであり、ハドソン川の東岸に留まっていた。セントリージャーの部隊がスタンウィックス砦でしくじったことを8月28日に知り、ハウがニューヨーク市からそこそこの支援を送るつもりがないこともその前に知っていた。冬季の防御しやすい宿営地に入る必要があったが、それはタイコンデロガ砦まで引き返すか、オールバニまで進むことであり、バーゴインはオールバニを選んだ。この判断に続いて、さらに2つの重要な決断をした。1つは北との通信線を遮断することであり、それで自軍の位置とタイコンデロガ砦との間にある厚く防御を施した基地の並びを維持する必要が無くなった。もう1つは、比較的強固な陣地にいたにも拘わらずハドソン川を西に渡ることにしたことだった。後方にいたリーデゼルの部隊にスキーンスボロから南の基地を放棄するよう命じ、サラトガの直ぐ北で川を渡るよう命じた。渡河は9月13日から15日に掛けて行われた。インディアンの支援が無くなっていたことで信頼できる斥候部隊が居らず、バーゴイン軍は慎重に動いて南に進んだ。9月18日、バーゴイン軍の前衛隊はサラトガの直ぐ北、大陸軍の防衛線からは約4マイル (6 km) に到着し、両軍の先導部隊の間で小競り合いが起こった。
ゲイツがスカイラーの軍を引き継いだとき、その大半はスティルウォーターの南、モホーク川の河口近くにいた。9月8日、当時10,000名（その8,500名が実質的戦闘員）になっていた軍隊にスティルウォーターで防御線を張るよう命じた。ポーランド人工兵技師タディアス・コシューシコはその地域が防御工作に適していないことが分かったので、さらに北3マイル (5 km) の新しい場所を見付けた（サラトガからは約10マイル (16 km) 南）。この場所でコシューシコは川からベミス高地と呼ばれる崖まで防御線を敷かせた。
この防御線の右翼は名目上リンカーン将軍に与えられたが、リンカーンはタイコンデロガ砦に対する陽動行動を意図した部隊を率いていたので、ゲイツ自身がその部分の指揮を執った。ゲイツは以前人間関係の良かったベネディクト・アーノルド将軍を軍の左翼、西の防衛線であるベミス高地に置いた。アーノルドがゲイツの憎んでいるスカイラーの友人を参謀に選んだとき、2人の間の関係がこじれた。ゲイツとアーノルド双方の癖のある性格とも組み合わされ、内部の権力争いにまで発展することになった。

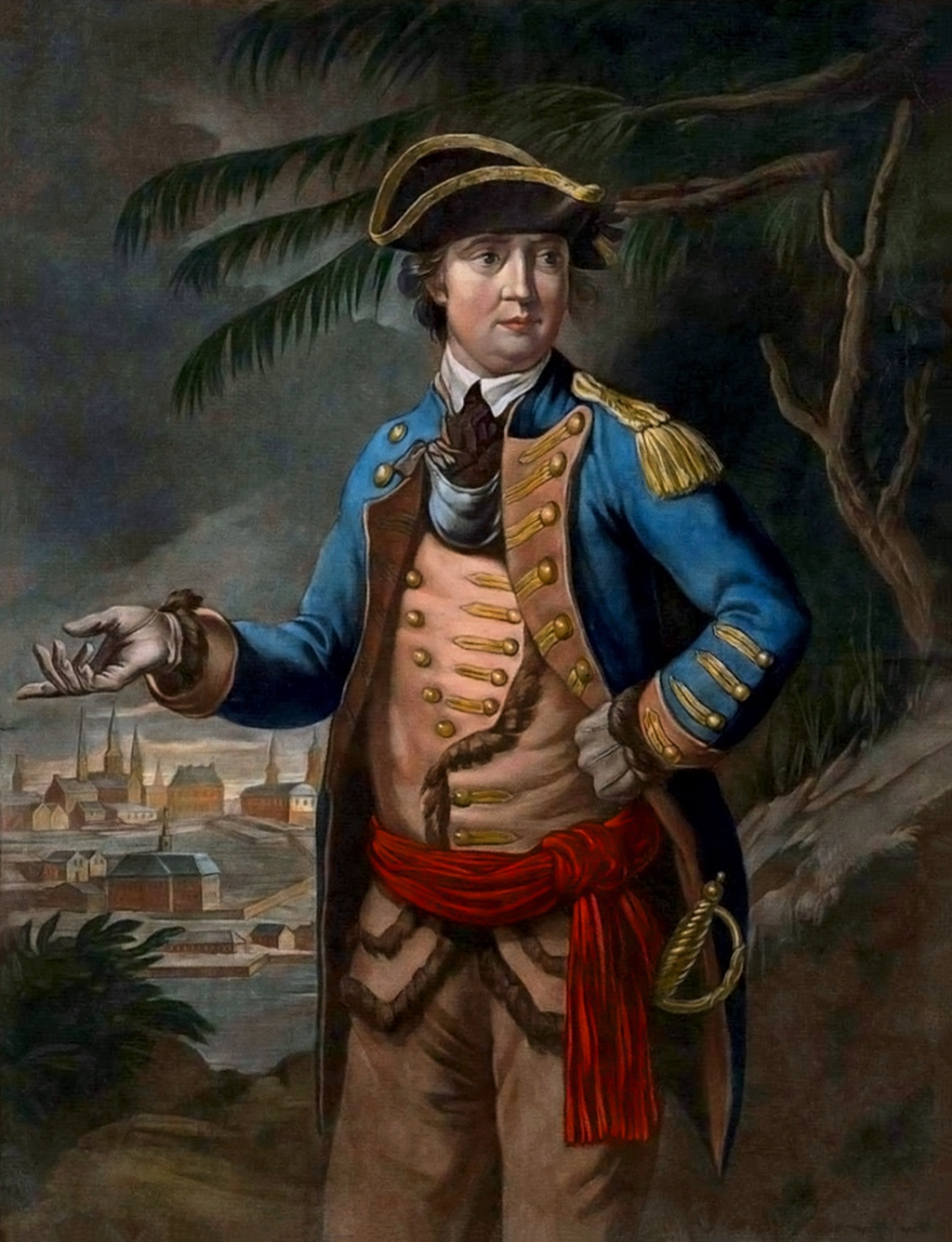
ベネディクト・アーノルド将軍、トマス・ハートによる彩色メゾチント版

### フリーマン農場
バーゴインもアーノルドも大陸軍左翼側面の重要性を認識していた。バーゴインは大陸軍陣地の側面を突けると認識し、その軍隊を2つに分けて、9月19日に大きな部隊を西に派遣した。アーノルドもイギリス軍が自軍左翼を衝いてくる可能性が強いと考え、その動きに対応するためにフリーマン農場へゲイツの部隊を動かす許可を求めた。ゲイツは予想される正面攻撃に対応するために防御線の後で待機したかったので、アーノルドの提案を拒んだ。ゲイツはアーノルドがダニエル・モーガンのライフル銃兵と幾らかの軽歩兵を威力偵察に送ることは許可した。これらの部隊がバーゴイン軍側面に接触したときにフリーマン農場の戦いを起こさせることになった。それに続く戦闘の中で、イギリス軍はフリーマン農場を確保したが、その軍隊の1割にあたる600名の損失を出した。
この戦闘の後で、ゲイツとアーノルドの間の確執が爆発した。大陸会議に送るこの戦闘の公式報告書で、ゲイツはアーノルドについて全く触れなかったばかりでなく、事実上独立してはいたが戦闘中アーノルドの指揮下にあったモーガンの中隊を自分の指揮下に移した。アーノルドとゲイツはゲイツの宿営所で騒々しい議論を行い、その中でゲイツはリンカーン将軍がアーノルドと交代すると告げた。この議論の後でアーノルドはゲイツに手紙を書き、その憤懣を述べ、ワシントン指揮下に転籍してくれるよう要請した。ゲイツはアーノルドに立ち去る許可を与え、アーノルドに対する卑劣な侮辱を与え続けた。アーノルドが残留を選んだ理由について通常言われていることは、ゲイツとリンカーンを除く戦線の士官全員が署名した嘆願書が彼を留まらせたということである。そのような文書に対する提案が検討される一方で、実際に起草され署名されたという当時の証拠は残っていない。
バーゴインは翌日に攻撃を再開することを検討したが、フレーザーが多くの兵士は前日の戦闘で疲れていると言ったときに中止した。それ故に兵士達には塹壕を掘らせ、9月21日にニューヨークのクリントン将軍から受け取った手紙にハドソン川を遡ってゲイツの軍隊を幾らか引き付けるとあったので、南からの支援を受けられる報せを待つことにした。バーゴインは脱走が続いて軍勢を減らしており、また食料やその他重要な物資が不足し始めていることに気付いていたが、大陸軍が日々その数を増やしつつあることは知らず、またゲイツがイギリス軍の宿営地の緊急を要する状況について情報を掴んでいることも知らなかった。

### タイコンデロガ砦への攻撃
サラトガにいる両軍が先の戦闘後まで気付いていなかったことは、リンカーン将軍とジョン・ブラウン大佐がタイコンデロガ砦のイギリス軍陣地に攻撃を掛けていたことだった。リンカーンは9月初旬にベニントンで2,000名の兵士を集めていた。クリントン隊はバーモントのポーレットまで進軍した後で、タイコンデロガ砦の守備隊を急襲できる可能性があるという報せを受けた。リンカーンは3つの分遣隊をそれぞれ500名の兵士で編成し、「敵を悩ませ、分割し、動転させろ」と言って送り出した。1部隊はスキーンスボロに行ってそこがイギリス軍に放棄されていることを見付けた。2番目の部隊はシャンプレーン湖東側のインデペンデンス山の占領に行き、ジョン・ブラウン大佐が率いる3番目の部隊はタイコンデロガ砦に接近した。

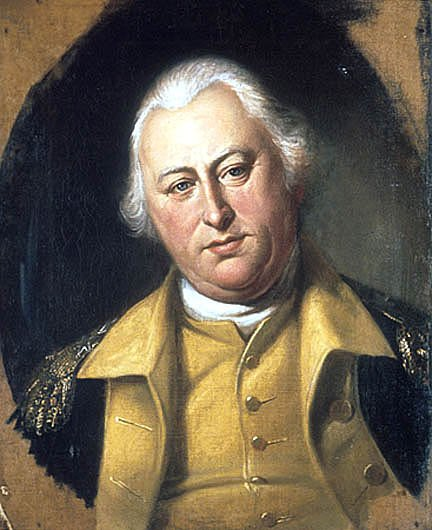
ベンジャミン・リンカーン将軍、チャールズ・ウィルソン・ピール画

9月18日朝、ブラウン隊がジョージ湖とシャンプレーン湖を繋ぐ陸路南端でイギリス軍守備隊を急襲した。ブラウン隊はその道を急速に動いてイギリス軍守備隊に対する急襲を続け大砲を捕獲し、タイコンデロガ砦を前にする高地に到着して、「オールド・フレンチ・ラインズ」を占領した（1758年のカリヨンの戦いでイギリス軍の大部隊に対しフランス軍守備隊がまさかと思うような防衛を行ったのでそう名付けられた）。ブラウン隊は道すがら捕虜になっていた100名を解放し（これでその軍勢を増した）、300名近いイギリス兵を捕獲した。ブラウンが砦の降伏を要求したがこれは拒絶され、その後の4日間ブラウン隊と砦の守備隊は砲撃戦を交わしたが、ほとんど効果は無かった。ブラウンは実際に砦を襲うには兵力が足りなかったので、ジョージ湖まで引き返し、そこで湖上の島にある物資貯蔵所を占領しようとしたが成功しなかった。
ゲイツ将軍はフリーマン農場の戦いがあった日にリンカーンに伝言を送り、サラトガに戻ってくることと、「一瞬でも失われるべきではないこと」を伝えさせた。リンカーンはベミス高地に9月22日に到着したが、最後の部隊が戻ったのは29日のことだった。

### ヘンリー・クリントンの陽動行動
ハウ将軍はニューヨークを出てフィラデルフィアに向かう時に、ヘンリー・クリントン将軍にニューヨーク守備の任務を与え、もし機会があればバーゴインを支援するよう指示していた。クリントンは9月12日にバーゴインに宛てて伝言を送り、「貴方が2,000名の兵士で効果的に支援できると考える」ならば、「約10日の内にモンゴメリー砦に圧力を掛ける」つもりだと伝えていた。バーゴインはこの手紙を受け取ったとき、即座にクリントン隊が支援のためにオールバニに到着できるという可能性に基づいて、前進すべきか後退すべきかクリントンの指示を求める返書を出した。バーゴインは10月12日までに返事を受け取らなければ、撤退を強いられることになると示唆していた。
10月3日、クリントンは3,000名の部隊を率いてハドソン川を遡り、バーゴインの返書を受け取った1日後の10月6日にはクリントンとモンゴメリーと名付けられた2つの高台の砦を占領した。この勝利の後で送られた3人の伝令は全て捕まったので、バーゴインがクリントンの伝言を受け取ることは無かった。クリントンは勝利の後でハドソン川に架かっていた鎖を壊し、襲撃隊に川を遡らせて10月16日には北のリビングストン荘園まで進んだが、その後に撤退した。クリントンの動きに関する報せがゲイツのもとに届いたのはベミス高地の戦いが終わった後だった。

### ベミス高地の戦い

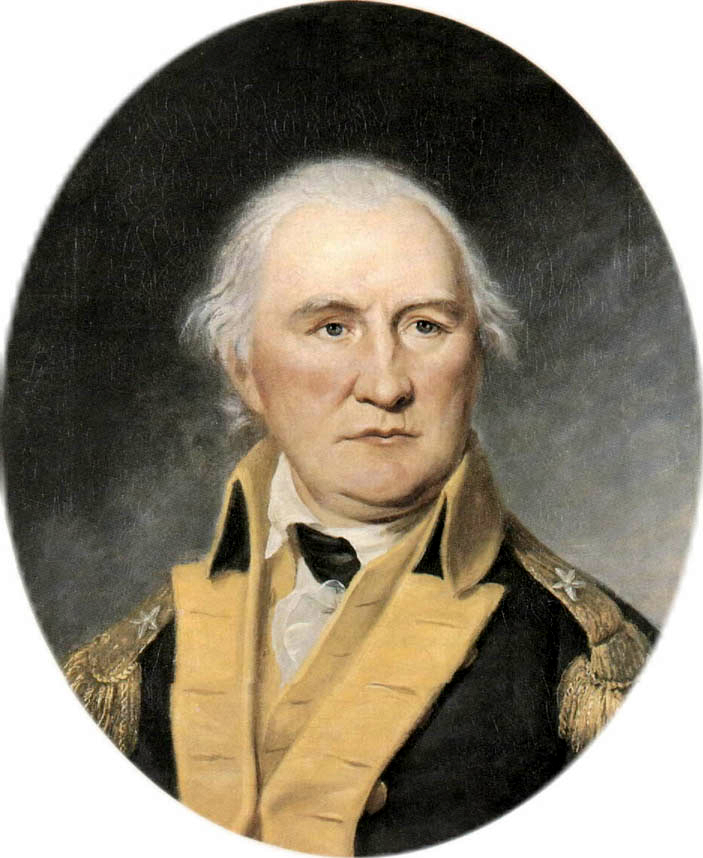
ダニエル・モーガン将軍、チャールズ・ウィルソン・ピール画

リンカーン部隊の2,000名に加えて、民兵隊が大陸軍宿営地に殺到し、大陸軍は15,000名以上まで脹れ上がった。バーゴインは10月3日に軍隊の食料が底を突き、翌日作戦会議を招集した。この会議の結論は約1,700名の部隊を大陸軍左側面に送って威力偵察を行うことだった。バーゴインとフレーザーは10月7日の午後早くにこの分遣隊を先導した。その動きは見張られており、ゲイツはダニエル・モーガンの兵士だけが対抗して出て行くことを望んだ。アーノルドはそれでは明らかに不十分であり、大部隊を送るべきと言った。ゲイツはアーノルドの言葉を最後まで聞かず、その言を無視して「貴方はここでは仕事ができない」と伝えた。しかしゲイツはリンカーンから与えられた同様な忠告には同意した。モーガンの中隊をイギリス軍の右翼に送ったことに加え、エノック・プアの旅団もバーゴインの左翼に派遣した。プアの部隊がイギリス軍と接触したときに、ベミス高地の戦い（第2次サラトガの戦い）が始まった。
大陸軍の最初の攻撃は非常に効果的であり、バーゴインは後退を命令しようとしたが、その命令が伝えられる前にその副官が撃たれた。激しい戦闘の中でバーゴイン軍の側面が露出し、中央ではブラウンシュヴァイク兵がラーニド隊の決死の攻撃に耐えていた。戦闘のこの段階でフレーザーが瀕死の重傷を負った。これはモーガン隊の狙撃手ティモシー・マーフィーの功績とされることが多いが、その話は19世紀に作り上げられたものである。フレーザーが倒れ、大陸軍の援軍が到着したことで、バーゴインはその軍の左翼になっていたものに塹壕線の背後まで後退するよう命令した。
アーノルドは自分が関わらない戦闘の音によってイライラが募り、ついに大陸軍の作戦本部から馬に乗って飛び出し、前線に加わった。アーノルドについて、酒を飲んで興奮していたという者もいるが、イギリス軍陣地に対する攻撃に加わった。イギリス軍前線の右翼は、フリーマン農場に造られていた2つの土盛り堡塁で構成されており、ハインリヒ・ブライマンが指揮するブラウンシュヴァイク兵とバルカレス卿が指揮する軽歩兵が守っていた。アーノルドは兵士を鼓舞してまずバルカレスの堡塁を攻撃したが成功しなかった。続いて大胆にもカナダ人非正規兵の小さな中隊が守る2つの堡塁の間の空間を馬で抜けて進んだ。ラーニド隊の兵士が後に続き、ブライマンの堡塁のがら空きになった後方を襲撃した。アーノルドが乗っていた馬が撃たれて倒れ、アーノルドを下敷きにしてその足を砕いた。ブライマンは激しい戦闘の中で殺され、その陣地は占領された。しかし、夜が訪れ、戦闘は終わりになった。この戦闘はバーゴイン軍とって流血の多いものとなり、約900名が戦死、負傷または捕虜となり、対する大陸軍は約150名の損失だった。

## 降伏と協議の軍隊

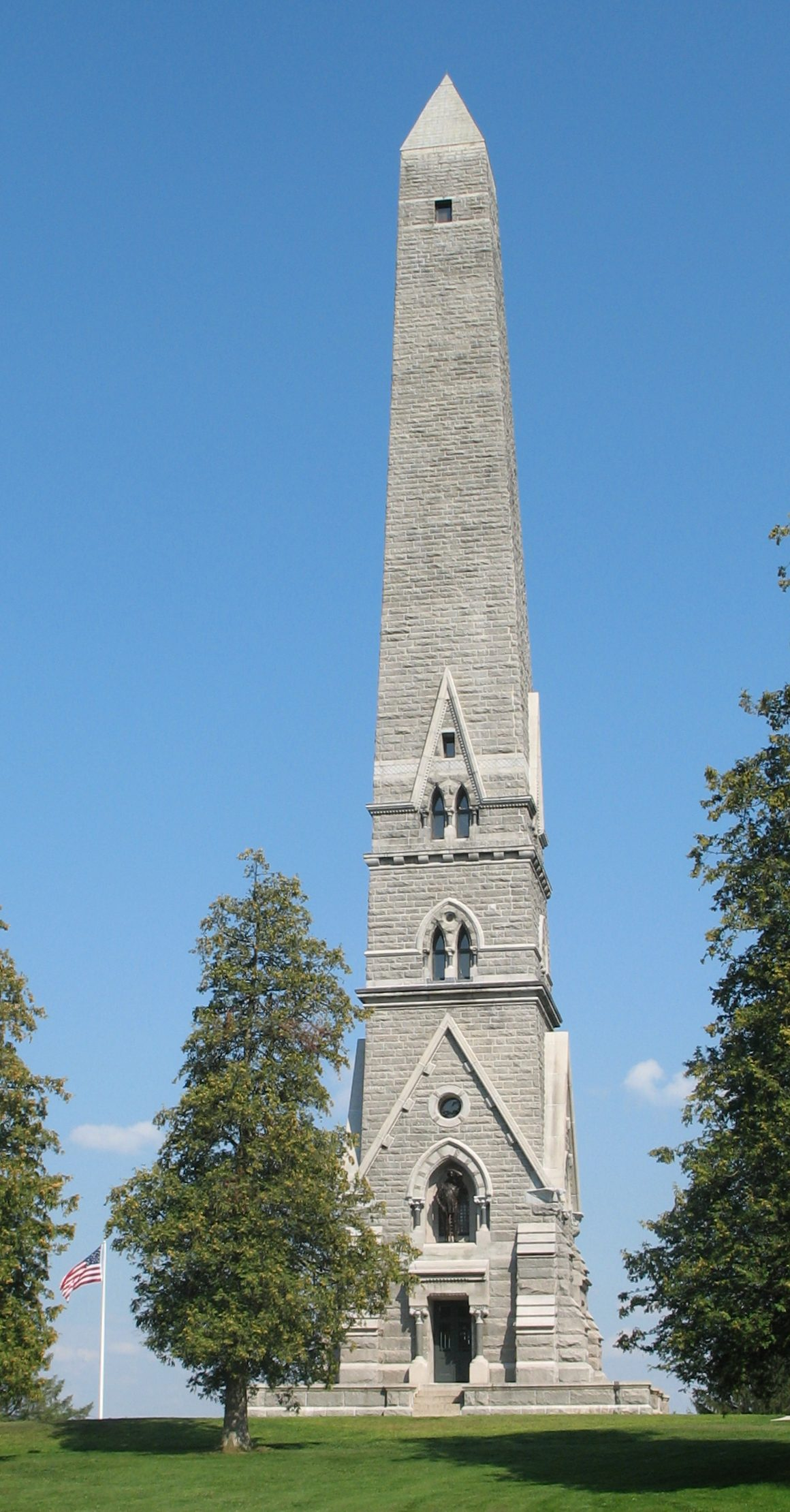
ニューヨーク州サラトガ郡ビクトリーにあるサラトガの戦い記念碑

サイモン・フレーザーはその受けた傷が故で翌日早くに死んだが、埋葬されたのは日没近くなってからだった。バーゴイン軍の塹壕線は大陸軍によって執拗な嫌がらせに曝されていたので、バーゴインは撤退を命令した（ある小競り合いの結果としてリンカーン将軍が負傷した。ゲイツはアーノルドの負傷に続いて2人の上級野戦指揮官を奪われることになった）。バーゴイン軍がサラトガに到着するまでに2日近く掛かった。激しい雨と、大陸軍の探りを入れる攻撃のために歩みを鈍くされた。バーゴインは大陸軍の宿営地における兵站の問題に救われた。大陸軍は物資を前に進め食料を発給するのが遅れて、軍の前進する力を奪われていた。しかし、ゲイツは分遣隊をハドソン川の東岸に派遣して如何なる渡河の試みにも対抗するよう命じた。10月13日朝までにバーゴイン軍は完全に包囲され、作戦会議を開いて交渉を開始することを票決で決めた。降伏条件は10月16日に合意に達したが、バーゴインは降伏よりもむしろ「協議」と呼ぶことを主張した。10月17日、バーゴインがゲイツにその刀を渡し、直ぐにそれを返してもらうという儀式に続いて、バーゴイン軍（6,000名になろうとしていた）はその武器を渡すために行進し、大陸軍の音楽隊は「ヤンキードゥードゥル」を演奏した。

## 戦いの後
イギリス軍は11月にタイコンデロガ砦とクラウンポイントから撤退し、12月初めにはシャンプレーン湖からも居なくなった。一方大陸軍はまだやることが多かった。クリントン将軍によるハドソン川襲撃に警告を受けて、10月18日に軍隊の大半は南のオールバニに進み、別の部隊は「協議の軍隊」を伴って東に向かった。バーゴインとリーデゼルは、降伏の儀式を見るためにオールバニから北に来ていたスカイラー将軍の客になった。バーゴインは1778年5月に仮釈放でイングランドに戻ることを許され、その後の2年間は議会や新聞に対して自分の弁護をすることで費やした。最終的には1,000名のアメリカ人捕虜と交換ということになった。
バーゴインの降伏に反応した大陸会議は1777年12月18日をサラトガにおける軍隊の成功を認識し「厳粛に感謝を献げ称賛する」国民の日と宣言した。これはこの国で初めてその名を持った祝日を公式に祝う機会となった。

### 協議の軍隊
協議の条件の下で、バーゴイン軍はボストンまで行軍し、そこからはその構成員が正式に交換されるまでこの戦争に参加しないという条件で、イギリス船でイングランドまで送り返されることになっていた。大陸会議は将来の戦争に関する合意条件が守られるように、バーゴインに軍隊構成員のリストを提出するよう要求した。バーゴインがこれを拒むと、大陸会議は協議の条件を履行しないことを決め、軍隊は捕虜のまま留まった。この軍隊はニューイングランド中の疎らな宿営地に暫くの間留められた。個々の士官は交換されたが、「協議の軍隊」の大半は最終的に南のバージニアまで移動し、数年間捕虜のままとなった。この捕虜となっている間に、数多い者達（最終年だけで1,300名以上）が逃亡し、実質的に脱走兵となってアメリカ合衆国国内に定着した。

## 評価
施主：ジョン・ワッツ・ド・ペイスター

名誉少将 S.N.Y.

サラトガ記念碑協会第2代副会長

1777年10月7日に

バーゴイン軍西堡塁の

出撃路地点で

重傷を負った

大陸軍の中でも

最も輝かしい軍人の

記念に

かれはこの国の民のために

アメリカ独立の

決定的な戦闘と

自身少将の位を

1777年12月4日、ヴェルサイユのベンジャミン・フランクリンの元に、フィラデルフィアが陥落したことと、バーゴインが降伏したという報せが届いた。2日後、フランス国王ルイ16世は同盟の交渉に承認を与えた。同盟条約は1788年2月6日に調印され、フランスは1ヶ月後にイギリスに対する宣戦布告を行い、7月のウェサン島の海戦で戦争が始まった。スペインは直ぐには参戦しなかったが、1779年になって、秘密のアランヘス条約に従ってフランスの同盟国として参戦した。フランスの参戦に続くヴェルジェンヌ伯の外交努力によって後にオランダの参戦が実現し、ロシアのような他の重要な地政学的担い手が中立宣言を発することにも影響した。
バーゴイン降伏の報せがロンドンに届いたときに、ノース卿のイギリス政府は厳しい批判に曝された。ジャーメイン卿については、「大臣は戦争を遂行できない」とまで言われ、ホレス・ウォルポールは「我々はアメリカでの戦争を終える時に近付いている」と語った（後に間違いと分かった）。ノース卿は独立の条項を含まない和平条件を議会に提出した。これはカーライル和平委員会によって大陸会議に届けられたが、拒絶された。

## 記念
この方面作戦の戦場の大半は、通常州立公園あるいは国立公園として保存されてきたが、州または連邦政府管轄で歴史史跡にもなった。戦闘の跡を示すために建立された幾つかの記念碑は国定歴史建造物に指定され、また別に国定歴史登録財にも指定されている。戦闘の多くが定期的に再現されており、ベニントンの戦い（実際は現在のニューヨーク州ワルームザックで戦われた）はバーモント州によってベニントン戦闘記念日を定められている。
この方面作戦全体でアメリカ大陸軍が成功した事へのベネディクト・アーノルドの貢献は特に言及されていない。サラトガ国立歴史公園のオベリスクには、4面の内の3面にサラトガでの成功に貢献した3人の将軍の彫像があるアルコーブがある。すなわちゲイツ、スカイラーおよびモーガンの彫像である。アーノルドを入れるはずの4つめのアルコーブは空欄のままである。この公園には「靴の記念碑」もあり、これにもアーノルドの名前は無いが、明らかに第二次サラトガの戦いでのアーノルドの貢献を称えている。